# Angerville-l'Orcher
Angerville-l'Orcher é uma comuna francesa na região administrativa da Normandia, no departamento de Sena Marítimo. Estende-se por uma área de 9,92 km². Em 2010 a comuna tinha 1 430 habitantes (densidade: 144,2 hab./km²).